# Laronius erewan
Laronius erewan Platnick & Deeleman-Reinhold, 2001 è un ragno appartenente alla famiglia Gnaphosidae.
È l'unica specie nota del genere Laronius.

## Distribuzione
L'unica specie oggi nota di questo genere è stata rinvenuta in Thailandia e sull'isola di Sumatra

## Tassonomia
Le caratteristiche di questa specie sono state determinate sulla base delle analisi effettuate sugli esemplari di Laronius erewan Platnick & Deeleman-Reinhold, 2001.
Dal 2007 non sono stati esaminati altri esemplari, né sono state descritte sottospecie al 2015.